# Lepidorhombus
Lepidorhombus es un género de peces de la familia Scophthalmidae, del orden Pleuronectiformes. Este género marino fue descrito científicamente en 1862 por Albert Günther.

## Especies
Especies reconocidas del género:
- Lepidorhombus boscii (A. Risso, 1810)
- Lepidorhombus whiffiagonis (Walbaum, 1792)